# Radnice v Novém Boru
Radnice představuje hlavní dominantu náměstí Míru v Novém Boru v okrese Česká Lípa v Libereckém kraji. Budova radnice je zapsaná jako kulturní památka v Ústředním seznamu nemovitých kulturních památek České republiky. Radnice je stejně jako řada výstavných sklářských měšťanských domů obklopujících náměstí součástí městské památkové zóny Nový Bor, vyhlášené 10. září 1992.

## Historie
Budova čp. 1 na náměstí Míru v Novém Boru byla původně barokní sýpkou panského dvora ve zdejší osadě, náležející od roku 1710 k sloupskému panství Kinských. První písemná zmínka o existenci sýpky je z roku 1751.O šest let  později, v roce 1757, císařovna Marie Terezie na žádost hraběte Josefa Jana Maxmiliána Kinského (1705–1780) udělila osadě Bor (Heyda, později Haida) s pouhými 21 domy statut tržního poddanského městečka. 
Původně samostatně stojící objekt sýpky byl poté včleněn do prostoru nově vznikajícího náměstí. V prvních letech rozvoje města budova sýpky částečně sloužila i k bydlení. Představitelé města budovu sýpky koupili od majitelů panství v roce 1821 a nechali ji přestavět na radnici. V letech 1849–1850 byl objekt opět upraven, aby mohl sloužit jako sídlo okresního soudu a berního, pozemkového a celního úřadu. Mezi roky 1875 až 1904 byla v budově radnice městská spořitelna  a od roku 1893 i městské muzeum. Funkci radnice pro Nový Bor a sousední Arnultovice začala budova ve skutečnosti plnit až od roku 1942.

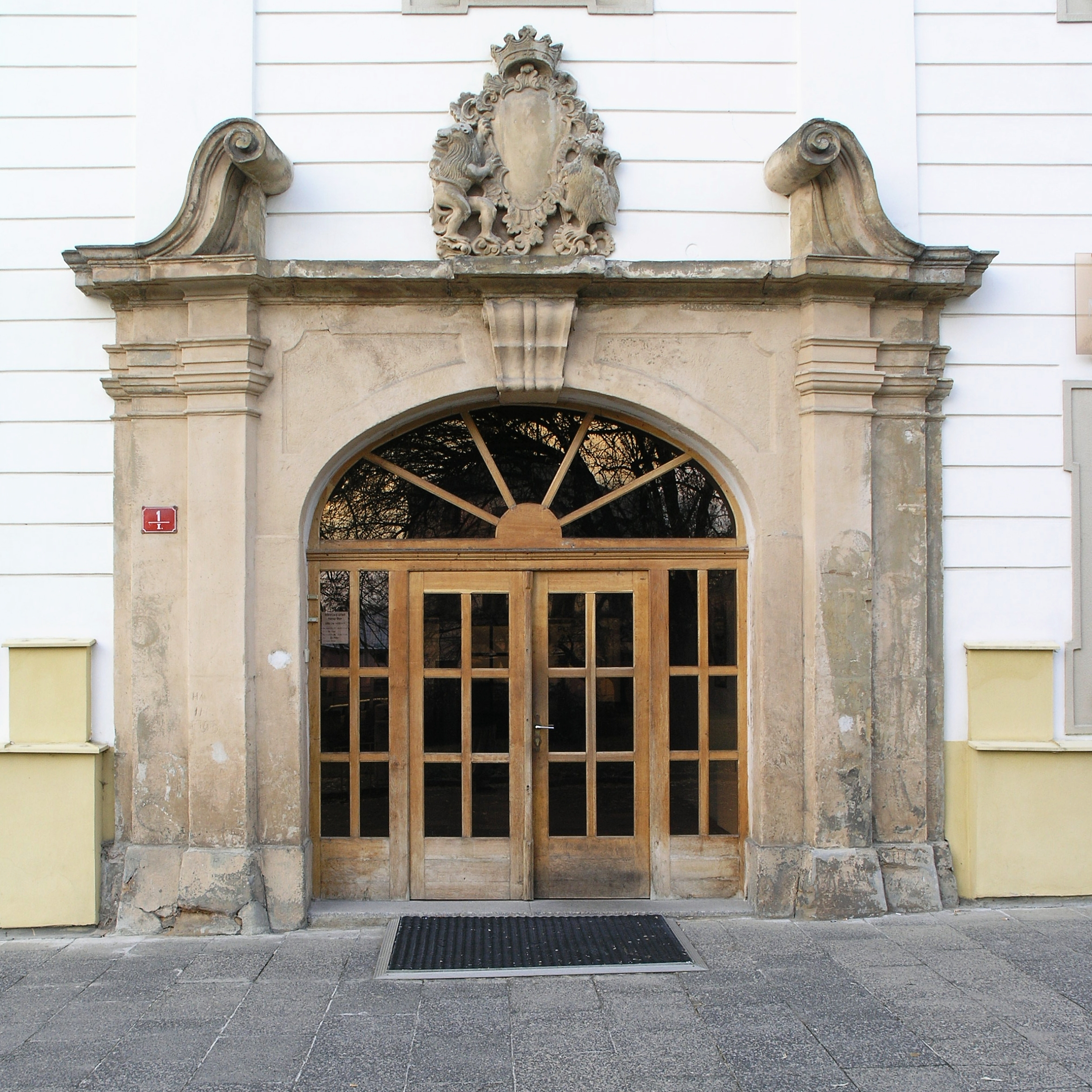
Portál hlavního vstupu do budovy

Po druhé světové válce  bylo mezi roky 1949 až 1960 v budově radnice napřed sídlo okresního národního výboru a posléze městského národního výboru. V letech 1996 až 1997 prošla budova jako sídlo městského úřadu velkými úpravami.
Novoborská radnice je spojena i s jednou z neblahých událostí, k nimž došlo na území Československa krátce po osvobození v květnu roku 1945. Dne 2. června 1945 bylo na novoborském náměstí u zdi radnice bez předchozího soudu zastřeleno osm německých mužů a žen z Nového Boru, Sloupu a Janova. Popravu německých občanů navzdory nesouhlasu představitelů města vykonali vojáci ze 47. pluku Československé armády na rozkaz svého velitele podplukovníka Josefa Sekáče.

## Popis stavby
Původně barokní sýpka a pozdější radnice je obdélná zděná dvoupatrová budova s mansardovou střechou. Na hlavním průčelí, obráceném na jihovýchod, je celkem třináct okenních os. Radniční okna mají ostění, v prvním patře s nadokenními římsami. Hlavní vstupní portál s pilastry a rozeklaným štítem je nahoře doplněn rokokovou kartuší se znakem města. Některé prostory v přízemí jsou zaklenuté, ostatní místnosti v budově mají stropy ploché. Vstupní prostor za portálem má trámový strop. Levá část chodby, která v přízemí prochází napříč budovou, má křížové klenby, v pravé části chodby jsou klenební pásy a klenby plackové. Prostory obřadní síně jsou klenuty valeně.
Pozoruhodnou součástí objektu jsou podzemní sklepení. Barokní sklepy jsou rozčleněny na osm částí ve třech výškových úrovních. Tři z těchto místností jsou přímo vysekány v pískovcovém skalním masívu. Nejzazší sklepní místnost je kruhová s klenutým stropem a původně sloužila jako podzemní mlýnice. Ve stropě této místnosti se zachoval kruhový otvor, který sloužil pro nasypání obilí do mlýnice.